# Woudy Veenhof
Woutertje Willy (Woudy) Veenhof (Amsterdam, 23 april 1929) is een Nederlands voormalig politicus de ARP en later de VVD.
Ze werd geboren in Amsterdam als dochter van Cornelis Albertus Veenhof (1902-1969) en Willempje Berkelaar (1907-1990). Ze groeide op in het Gelderse Eefde-Gorssel en volgde de mulo in Zutphen. In 1958 ging Veenhof naar de sociale academie in Baarn en daarna vertrok ze naar Friesland waar ze onder andere werkzaam was bij de Stichting Maatschappelijk Werk in Achtkarspelen. In 1973 werd ze stafofficier jeugdzaken bij het district Leeuwarden van de Rijkspolitie en in september 1975 werd Veenhof benoemd tot burgemeester van Barradeel. In het Internationaal Jaar van de Vrouw (1975) had ze op aandringen van de Friese Commissaris van de Koningin Hedzer Rijpstra gesolliciteerd naar die functie en werd de eerste vrouwelijke burgemeester van Friesland en de eerste vrouwelijke ARP-burgemeester. Vlak voordat de ARP in 1980 officieel zou opgaan in het CDA maakte ze de overstap naar de VVD. Op 1 januari 1984 was er een grote gemeentelijk herindeling in Friesland waarbij Barradeel werd opgeheven en voor het grootste deel opging in de nieuwe gemeente Franekeradeel. Hierbij was ze de enige burgemeester die niet herbenoemd kon worden. Ondanks toezeggingen van Hans Wiegel, de opvolger van Rijpstra, werd Veenhof volgens eigen zeggen niet geholpen bij het vinden van een nieuwe baan als burgemeester en zo eindigde haar burgemeesterscarrière in 1984.